# Liste des bateaux inscrits à Sail Amsterdam 2015

Liste des bateaux ayant participé à la Sail Amsterdam en 2015.
| - Abel Tasman Pays-Bas - Admiraal van Kinsbergen Pays-Bas - Alexander Von Humboldt II Allemagne - Ambiance Pays-Bas - ARC Gloria Colombie - Artémis Pays-Bas - Atlantis Pays-Bas - Atyla Espagne - Avanti Pays-Bas - Avatar Pays-Bas - Avondrood Pays-Bas - Avontuur Pays-Bas - Babbelaer Pays-Bas - Bel Espoir II France - Belem France - Bisschop van Arkel Pays-Bas - Bontekoe Pays-Bas - Brandaris Pays-Bas - Brandende Liefde Pays-Bas - Bree Sant Pays-Bas - Carpe Diem Pays-Bas - Christian Radich Norvège - Dageraad Pays-Bas - Dar Młodzieży Pologne - De Egelantier Pays-Bas - De Nieuwe Liefde Pays-Bas - De Rederijker Pays-Bas - De Rijkswaterstraat 1 Pays-Bas - De Titaan Pays-Bas - De Vrijheid Pays-Bas - Dolce Vita Pays-Bas - Duet Royaume-Uni - Dy Abt fan Starum Pays-Bas - Eendracht Pays-Bas - Eldorado Pays-Bas - Elizabeth Pays-Bas - Esmeralda Chili - Étoile du Roy France - Europa Pays-Bas - Fortuna Pays-Bas - Frije Fûgel Pays-Bas - Frisius van Adel Pays-Bas - Gladan Suède - Götheborg Suède - Groote Beer Pays-Bas - Guayas Équateur - Gulden Leeuw Pays-Bas - Halve Maen Pays-Bas - Hanzestad Pays-Bas - Hendrika Bartelds Pays-Bas - HVAL Pays-Bas - Iris Pays-Bas - Iskra II Pologne - Jantje Pays-Bas - Johanna Lucretia Royaume-Uni - JR Tolkien Pays-Bas - Jolie Brise * Royaume-Uni - Kaliakra Bulgarie - Kamper Kogge Pays-Bas - Kapitan Borchardt Pologne - Kikkerkoning Pays-Bas - Koh-i-Noor Pays-Bas - Korevaer Pays-Bas - Korneliske Ykes II Pays-Bas - Krusenstern Russie | - La Cancalaise France - La Grace République tchèque - Mare fan Fryslan Pays-Bas - Mare Frisium Pays-Bas - Marie Galante Pays-Bas - Marjorie Belgique - Maybe Royaume-Uni - Mir Russie - Mercedes Pays-Bas - Morgana Pays-Bas - Morgenster Pays-Bas - Mutin France - Nadejda Russie - Nao Victoria Espagne - Nil Desperandum Pays-Bas - Noorderlicht Pays-Bas - Oosterschelde Pays-Bas - Oostvogel Pays-Bas - Pedro Doncker Pays-Bas - Pelikaan Pays-Bas - Pogoria Pologne - Rara-Avis France - Regina Maris Pays-Bas - Saeftinghe Pays-Bas - Saffier Pays-Bas - Sagres II Portugal - Santa Maria Manuela Portugal - Sanne Sophia Pays-Bas - Schuttevaer Pays-Bas - Sedov Russie - Selene Pays-Bas - Soeverein Pays-Bas - Stad Amsterdam Pays-Bas - Statsraad Lehmkuhl Norvège - Stedemaeght Pays-Bas - Struner Pays-Bas - Succes Pays-Bas - Summertime Pays-Bas - Suydersee Pays-Bas - Swaensborgh Pays-Bas - Tarangini * Inde - Team Brunel Pays-Bas - Tecla Pays-Bas - Thalassa Pays-Bas - Tjerk Hiddes Pays-Bas - Toekomst Pays-Bas - TS Rupel Belgique - Tres Hombres Sierra Leone - Twee Gebroeders Pays-Bas - Twister'' Pays-Bas - Zr. Ms. Urania Pays-Bas - Utrecht Pays-Bas - Vliegende Hollander Pays-Bas - Voorwaarts Voorwaarts Pays-Bas - Vrijhied Pays-Bas - Welvaart Pays-Bas - Willem Barentz Pays-Bas - White Dolphin France - Wylde Swan Pays-Bas - Young Endeavour Australie - Zeemeeuw Pays-Bas - Zephyr Pays-Bas - Zuiderzee Pays-Bas - Zwarte Valk Pays-Bas |